# Costus scaber
Costus scaber é uma espécie de planta do gênero Costus e da família Costaceae. 

## Taxonomia
A espécie foi descrita em 1798 por Hipólito Ruiz López e José Antonio Pavón. 

## Forma de vida
É uma espécie terrícola e herbácea. 

## Descrição
| Caule                          | Caule            |
| ------------------------------ | ---------------- |
| ramificação(ções) caulinar     | ausente          |
| Folha                          |                  |
| forma da lâmina                | elíptica         |
| forma da lígula                | truncada         |
| pilosidade da bainha           | glabra           |
| Inflorescência                 |                  |
| apêndice foliáceo na bráctea   | ausente          |
| cor da face externa da bráctea | vermelha         |
| cor da face interna da bráctea | vermelha         |
| consistência da bráctea        | coriácea         |
| Flor                           |                  |
| cor da corola                  | laranja          |
| cor do labelo                  | vermelho/amarelo |
| pilosidade da corola           | glabra           |

## Conservação
A espécie faz parte da Lista Vermelha das espécies ameaçadas do estado do Espírito Santo, no sudeste do Brasil. A lista foi publicada em 13 de junho de 2005 por intermédio do decreto estadual nº 1.499-R. 

## Distribuição
A espécie é encontrada nos estados brasileiros de Acre, Amazonas, Amapá, Bahia, Espírito Santo, Goiás, Maranhão, Minas Gerais, Mato Grosso, Pará, Rondônia, Roraima e Tocantins. 
A espécie é encontrada nos  domínios fitogeográficos de Floresta Amazônica, Cerrado e Mata Atlântica, em regiões com vegetação de mata ciliar, floresta de terra firme, floresta de inundação, Floresta Estacional Perenifólia e floresta ombrófila pluvial.